# Parasewellia monolobata
Parasewellia monolobata är en fiskart som beskrevs av Nguyen 2005. Parasewellia monolobata ingår i släktet Parasewellia och familjen grönlingsfiskar. Inga underarter finns listade i Catalogue of Life.